# Оппенхайм
О́ппенхайм (нем. Oppenheim) — город в Германии, в земле Рейнланд-Пфальц.
Входит в состав района Майнц-Бинген. Подчиняется управлению Нирштайн-Оппенхайм. Население составляет 7024 человека (на 31 декабря 2010 года). Занимает площадь 7,09 км². Официальный код — 07 3 39 049.

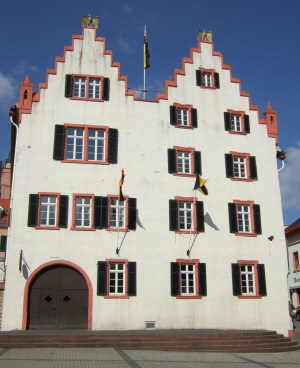
Ратуша

## Города-побратимы
- Вердер (Хафель) (Германия)[1]
- Кальпе (Испания)